# Annales du Midi
Les Annales du Midi, dont le titre complet est Annales du Midi. Revue de la France méridionale, est une revue académique et scientifique fondée en 1889 par Antoine Thomas. 

## Histoire

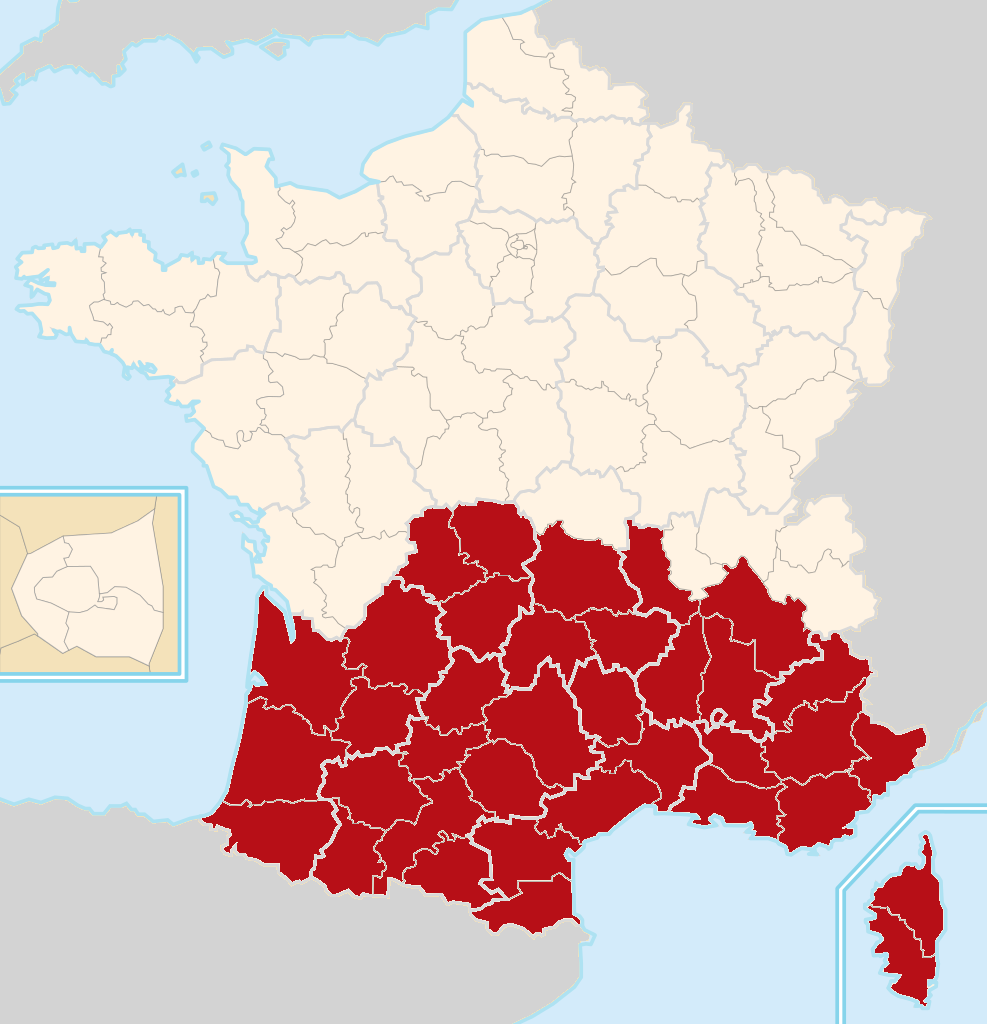
Aire géographique envisagée dans les travaux publiés dans les Annales du Midi. D'après la carte de la Bibliographie annuelle de l'Histoire de France (École nationale supérieure des sciences de l'information et des bibliothèques, 1965).

Publiée à Toulouse aux éditions Privat, mais aussi à Paris chez Picard, un des éditeurs de l’École des chartes dont Antoine Thomas, alors professeur à l'université de Toulouse, est un ancien élève, selon les propres termes de son fondateur, la revue vise à combler « un véritable dommage scientifique auquel il nous paraît urgent de porter remède », à savoir l’« absence presque complète de relations scientifiques entre les provinces extrêmes du vaste domaine de la langue d’oc. C’est à peine si, à Toulouse, on sait ce qui se fait à Bordeaux ou à Montpellier ». 
Il s’agira, outre la publication d’articles de fond, de « centraliser les travaux individuels et locaux en les résumant dans une ample Revue des périodiques et sociétés savantes du Midi, qui occupera une grande place dans chacun de nos numéros ». Quant au terme « Midi », il est à prendre au sens de « la vaste région qui s’étend des Alpes à l’océan et des Pyrénées au plateau central, région où a fleuri au Moyen Âge la littérature provençale, où se parlent encore aujourd’hui des patois de langue d’oc ». Sur le plan temporel, la revue couvrira « toutes les manifestations de la vie méridionale, depuis les temps historiques jusqu’à la fin du siècle dernier ».
Thomas ne craint pas de faire profiter la science française de la discipline germanique qui sert de modèle à la Revue historique de Gabriel Monod, un de ses maîtres à l’École des hautes études : « On sait avec quelle ardeur l’Allemagne s’occupe de notre ancienne langue et de notre ancienne littérature provençale. Nous nous efforcerons de répandre dans le Midi la connaissance de ces travaux d’outre-Rhin par des analyses détaillées, des comptes rendus critiques et au besoin des traductions ».
Sur le plan de la méthode, on se mettra à l’abri « de tout préjugé d’école et de parti » pour faire « appel à toutes les sciences auxiliaires que le XIXe siècle a su mettre au service de l’histoire : archéologie, philologie, linguistique, épigraphie, etc. », le principe étant de toujours ajouter quelque chose « à la somme des connaissances acquises », de faire une « science sérieuse » et non une « vulgarisation facile ». Elle contribuera à mettre en contact les savants de toutes ces disciplines pour mieux servir « la recherche de la vérité historique, qui est le but suprême » — credo dans lequel on reconnaît la marque de l’École des chartes.
Thomas dirigera la revue jusqu’en 1898, année où il passe la main à son collègue Alfred Jeanroy qui assumera cette tâche jusqu’en 1915 et contribuera grandement à lui donner une stature internationale. Elle sera refondée en 1948 à travers une association qui réunit notamment les professeurs Charles Higounet de l'université de Bordeaux et Philippe Wolff de l'université de Toulouse. En 1956, Georges Duby entre au comité de rédaction.

## La revue aujourd'hui
Aujourd’hui, les Annales du Midi sont publiées par l'Association pour la publication des Annales du Midi, sous les auspices des universités de Toulouse-Jean-Jaurès et de Bordeaux-Montaigne, avec la participation de dix autres universités, qui sont : Aix-Marseille, Avignon, Bordeaux, Clermont-Ferrand, Limoges, Montpellier-Paul-Valéry, Nice, Pau et pays de l'Adour, Perpignan et Toulouse-Capitole. Elles abordent « tous les secteurs de la recherche historique histoire économique, sociale, politique et culturelle, histoire de l'art et archéologie pour les périodes médiévale, moderne et contemporaine. Leur domaine géographique recouvre l'ensemble de la France du Midi, de l'Atlantique à la Méditerranée et des Alpes aux Pyrénées, ainsi que l'Espagne du nord ».
La périodicité trimestrielle a été maintenue, de même que la publication d’articles de fond et de comptes rendus et de documents inédits. Une fois par an s’y ajoute une Chronique des Archives et une Chronique des thèses.
La revue repose sur un Comité de rédaction composé de vingt-cinq enseignants-chercheurs des différentes universités concernées et d'archivistes. C’est lui qui détermine les articles à publier parmi les propositions d’articles préalablement examinées selon le principe de l'évaluation par les pairs. Il décide aussi des « sommaires des numéros à paraître, dont les deux tiers environ sont des numéros thématiques ».
Les Annales du Midi peuvent être considérées comme la revue de référence pour l'histoire de la France méridionale, et 40 % de ses abonnés se trouvent à l’étranger.
Dans une enquête sur les revues publiée en mai 2004, le CNRS les a classées en rang « A » parmi les revues internationales de très haut niveau pour les articles d’histoire médiévale, et en rang « B » parmi les revues internationales de haut niveau pour les articles d’histoire moderne et contemporaine.

#### Autorités
- Notices d'autorité :   - BnF (données)
  - IdRef
  - WorldCat
- Notice dans un dictionnaire ou une encyclopédie généraliste :   - Gran Enciclopèdia Catalana
- Ressources relatives à la recherche :   - Dialnet
  - Excellence in Research for Australia
  - Julkaisufoorumi
  - Mir@bel
  - NLM Catalog
  - Persée
  - Scopus
- Ressource relative à la littérature :   - Ent'revues

#### Liens académiques
- Annales du Midi sur le site du laboratoire Framespa de l'université Jean-Jaurès de Toulouse
- Annales du Midi sur le site de l'université Bordeaux-Montaigne
- Annales du Midi sur le réseau Mir@bel
- Site officiel des Annales du Midi via Hypothèses.org.